# 국가지원지방도 제90호선
국가지원지방도 제90호선은 경상북도 울릉군을 일주하는 국가지원지방도이다. 울릉군 유일의 지방도로, 총연장은 44.55 km이다. 2008년에 국가지원지방도로 승격 고시되기 전에는 '지방도 제926호선'이었다. 울릉도의 해안을 따라서 한 바퀴를 도는 도로이기 때문에 보통은 울릉도 일주도로라고 불린다.

## 역사
- 1962년 10월에 당시 국가재건최고회의 의장이던 박정희가 울릉군을 순시하면서 주민들의 일주도로 개설 건의를 수용하였고, 이듬해인 1963년 3월 8일에 국가재건최고회의에서 울릉도 일주도로 건설을 핵심으로 한 울릉도 종합개발계획을 의결하였다.
- 1976년 8월에 일주도로 구간 중 39.5 km가 착공하였고, 이에 따라 1979년 8월 15일부터 울릉군 지역에서는 최초로 울릉도의 중심지인 도동리와 저동리 사이를 버스가 운행하기 시작했다.
- 1989년 10월에 공사 구간 중 13.8 km가 완공되었고, 착공 후 25년이 지난 2001년 11월 13일에 1차 개설 구간이 39.8 km로 완공되었다. 도로 개통식은 내수전에서 거행되었다.[1]
- 1995년 11월 8일에 일주도로가 지방도 제926호선으로 지정되어 총 연장이 44.2 km로 인가받았다. 그러나, 사업 주체인 경상북도는 예산 부족을 이유로 울릉읍 저동리 내수전부터 북면 천부리 섬목까지 미개통 구간의 개설을 계속 미루었다.

결국 울릉군 주민들은 국가에서 미개통 구간을 개설해 줄 것을 요구하였고, 2008년 11월 17일에 국토해양부에서 이 도로를 국가지원지방도 제90호 울릉도순환선으로 승격시켰다. 이에 따라 2011년 12월에 미개통 구간의 연결 공사가 착공되어 2012년 10월부터 터널 공사에 들어갔고, 토지보상협의가 완료된 2014년 초부터 공사가 속도를 내기 시작했다.
- 2019년 3월 26일에 미개통 구간이었던 울릉읍 저동리 내수전부터 북면 천부리 섬목까지 4.745 km 구간이 개통되어 도로 개설 계획이 확정된 1963년부터 56년만에 울릉도 일주도로가 완전 개통되었다. 이로써 섬의 서북쪽 구간이 연결되어 개통 전 반대쪽으로 돌아야 해서 1시간 30분이나 걸리던 저동 ∼ 천부리 구간이 15분 만에 오갈 수 있게 되었다.[4][5]

## 연혁
- 2003년 2월 20일: 노선 폐지 및 재지정.[6]
- 2008년 11월 17일: 지방도 제926호선이 국가지원지방도 제90호선으로 승격[7]
- 2018년 12월 28일: 울릉군 울릉읍 저동리 내수전 ~ 북면 천부리 섬목 4.745 km 구간 신설 개통[8]
- 2022년 3월 28일: 울릉군 서면 남양리에 2차선 남양터널이 새롭게 개통[9][10]
- 2022년 4월 11일 : 신 남양터널(울릉군 서면 남양리) 458m 구간 확장 개통 및 기존 남양터널과 남통터널 총 460m 구간 폐지[11]
- 2022년 5월 2일 : 12개 구간 정비 및 재포장 공사 및 삼선터널(583m) 개통, 기존 통구미터널 포함 1.128km 폐지[12]
- 2023년 5월 11일 : 사동터널(울릉군 울릉읍 사동리 ~ 서면 남양리) 650m 구간 개통, 기존 1.47km 구간 폐지[13]

## 주요 경유지
경상북도
- 울릉군 (울릉읍 · 서면 · 북면 · 울릉읍)

## 노선
| 이름                                             | 접속 노선          | 소재지 | 소재지               | 비고         |
| ------------------------------------------------ | ------------------ | ------ | -------------------- | ------------ |
| 내수전                                           | 저동4길            | 울릉군 | 울릉읍               | 기점         |
| 저동항 저동항여객선터미널                        | 저동1길            | 울릉군 | 울릉읍               |              |
| (독도호텔)                                       | 봉래길             | 울릉군 | 울릉읍               |              |
| (수협공판장)                                     | 봉래1길            | 울릉군 | 울릉읍               |              |
| 울릉고등학교 울릉한마음회관 저동재               |                    | 울릉군 | 울릉읍               |              |
| 도동삼거리                                       | 도동길             | 울릉군 | 울릉읍               |              |
| 울릉군보건의료원 대원교 울릉119안전센터          |                    | 울릉군 | 울릉읍               |              |
| (울릉터널 북단)                                  | 무릉길             | 울릉군 | 울릉읍               |              |
| 울릉터널                                         |                    | 울릉군 | 울릉읍               | 연장 340m    |
| (울릉터널 남단)                                  | 무릉길 사동2길     | 울릉군 | 울릉읍               |              |
| 울릉군선거관리위원회 사동1리사무소 사동2리사무소 |                    | 울릉군 | 울릉읍               |              |
| 장흥초등학교(폐교)                               | 옥천길             | 울릉군 | 울릉읍               |              |
| 장흥교                                           |                    | 울릉군 | 울릉읍               |              |
| (몽돌식당)                                       | 신리길             | 울릉군 | 울릉읍               |              |
| (간령)                                           | 간령길             | 울릉군 | 울릉읍               |              |
| 사동파출소 울릉신항(사동항)                      |                    | 울릉군 | 울릉읍               |              |
| 가두봉터널                                       |                    | 울릉군 | 울릉읍               | 연장 35m     |
| 통귀리피암터널                                   |                    | 울릉군 | 서면                 | 연장 약 265m |
| 통구미몽돌해수욕장                               |                    | 울릉군 | 서면                 |              |
| (통구미)                                         | 통구미길 통구미1길 | 울릉군 | 서면                 |              |
| 통구미터널                                       |                    | 울릉군 | 서면                 | 연장 620m    |
| 남양터널                                         |                    | 울릉군 | 서면                 | 연장 459m    |
| 남양피암터널                                     |                    | 울릉군 | 서면                 | 연장 47m     |
| 남양교                                           | 남양길 남양1길     | 울릉군 | 서면                 |              |
| 남서교                                           | 남서길             | 울릉군 | 서면                 |              |
| 남양선착장                                       |                    | 울릉군 | 서면                 |              |
| 남서1터널                                        |                    | 울릉군 | 서면                 | 연장 14m     |
| 남서2터널                                        |                    | 울릉군 | 서면                 | 연장 53m     |
| 남서3터널                                        |                    | 울릉군 | 서면                 | 연장 100m    |
| 남서4터널                                        |                    | 울릉군 | 서면                 | 연장 40m     |
| 남서5터널                                        |                    | 울릉군 | 서면                 | 연장 120m    |
| 울릉도국민여가캠핑장 구암새마을회관              |                    | 울릉군 | 서면                 |              |
| (곰바위)                                         | 구암길             | 울릉군 | 서면                 |              |
| 곰바위터널                                       |                    | 울릉군 | 서면                 | 연장 59m     |
| 수층교                                           |                    | 울릉군 | 서면                 |              |
| 수층터널                                         |                    | 울릉군 | 서면                 | 연장 360m    |
| 삼막터널                                         |                    | 울릉군 | 서면                 | 연장 460m    |
| 산막교                                           |                    | 울릉군 | 서면                 |              |
| (학포)                                           | 학포길             | 울릉군 | 서면                 |              |
| 울릉노인복지센터 (송담요양원)                    |                    | 울릉군 | 서면                 |              |
| 태하터널                                         |                    | 울릉군 | 서면                 | 연장 280m    |
| 태하교                                           | 태하령길           | 울릉군 | 서면                 |              |
| 울릉군공설운동장                                 |                    | 울릉군 | 서면                 |              |
| 태하리                                           | 태하길             | 울릉군 | 서면                 |              |
| 현포령                                           |                    | 울릉군 | 서면                 |              |
|                                                  | 북면               | 울릉군 |                      |              |
| 현포항                                           | 현포1길            | 울릉군 |                      |              |
| 울릉예림원                                       |                    | 울릉군 |                      |              |
| 평리교                                           | 평리길             | 울릉군 |                      |              |
| 용천교                                           |                    | 울릉군 |                      |              |
| (이름 없음)                                      | 추산길             | 울릉군 |                      |              |
| 천부항                                           | 천부길             | 울릉군 |                      |              |
| 천부정류장                                       |                    | 울릉군 |                      |              |
| 천부해중전망대                                   | 천부1길            | 울릉군 |                      |              |
| 죽암1교 죽암몽돌해수욕장                         |                    | 울릉군 |                      |              |
| 삼선교                                           | 죽암길             | 울릉군 |                      |              |
| 삼선터널                                         |                    | 울릉군 | 연장 583m            |              |
| 선창선착장                                       | 석포길             | 울릉군 |                      |              |
| 섬목터널                                         |                    | 울릉군 | 구 관선터널 연장 77m |              |
| 와달리터널                                       |                    | 울릉군 | 연장 1,955m          |              |
| 와달리터널                                       | 울릉읍             | 울릉군 | 연장 1,955m          |              |
| 내수전터널                                       |                    | 울릉군 | 연장 1,527m          |              |
| 내수전교                                         |                    | 울릉군 |                      |              |
| 내수전                                           | 저동4길            | 울릉군 | 종점                 |              |

## 도로명
- 전 구간 울릉순환로로 명명되어 있다.

## 주요 건물 및 시설
- 울릉오징어회타운 (경상북도 울릉군 울릉읍 울릉순환로 147)
- 저동항여객선터미널 (경상북도 울릉군 울릉읍 울릉순환로 171)
- 울릉해양파출소 (경상북도 울릉군 울릉읍 울릉순환로 179)
- 울릉고등학교 (경상북도 울릉군 울릉읍 울릉순환로 236)
- 농협호박엿가공공장 (경상북도 울릉군 울릉읍 울릉순환로 254-12)
- 울릉한마음회관 (경상북도 울릉군 울릉읍 울릉순환로 286)
- 울릉군보건의료원 (경상북도 울릉군 울릉읍 울릉순환로 396-18)
- 울릉119안전센터 (경상북도 울릉군 울릉읍 울릉순환로 415)
- 울릉군선거관리위원회 (경상북도 울릉군 울릉읍 울릉순환로 519)
- 사동1리사무소 (경상북도 울릉군 울릉읍 울릉순환로 545)
- 사동2리사무소 (경상북도 울릉군 울릉읍 울릉순환로 584)
- 사동파출소 (경상북도 울릉군 울릉읍 울릉순환로 785-17)
- 사동항여객선터미널 (경상북도 울릉군 울릉읍 울릉순환로 785-25)
- 남양1리새마을회관 (경상북도 울릉군 서면 울릉순환로 1282)
- 울릉도국민여가캠핑장 (경상북도 울릉군 서면 울릉순환로 1580)
- 구암새마을회관 (경상북도 울릉군 서면 울릉순환로 1588)
- 울릉군공설운동장 (경상북도 울릉군 서면 울릉순환로 2146-56)
- 울릉도산채영농조합 (경상북도 울릉군 북면 울릉순환로 2411)
- 동해해양경찰서 현포출장소 (경상북도 울릉군 북면 울릉순환로 2621-1)
- 현포보건진료소 (경상북도 울릉군 북면 울릉순환로 2624-21)
- 울릉예림원 (경상북도 울릉군 북면 울릉순환로 2746-24)
- 동해해양경찰서 천부출장소 (경상북도 울릉군 북면 울릉순환로 3094-1)
- 천부정류장 (경상북도 울릉군 북면 울릉순환로 3140)
- 관음도매표소 (경상북도 울릉군 북면 울릉순환로 3639)